# Ramón Homedes
 (août 2016).
Si vous disposez d'ouvrages ou d'articles de référence ou si vous connaissez des sites web de qualité traitant du thème abordé ici, merci de compléter l'article en donnant les références utiles à sa vérifiabilité et en les liant à la section « Notes et références ».
Ramón Homedes Vallés, né le 17 janvier 1919 à La Havane (Cuba) et mort le 7 novembre 1988 à Barcelone (Espagne), est un footballeur espagnol des années 1930 et 1940 qui jouait au poste de milieu de terrain.

## Biographie
Ramón Homedes joue au FC Barcelone de 1936 à 1941. Il débute en match officiel le 7 novembre 1937 face au CE Europa lors d'un match du championnat de Catalogne. Son dernier match officiel avec Barcelone a lieu le 31 mars 1940 face à l'Athletic Bilbao lors de la 18e journée du championnat d'Espagne. 
Avec Barcelone, il joue un total de 28 matches officiels (dont 17 en Liga, avec un but) et 41 matches non officiels.
En 1941, il rejoint le Gimnàstic de Tarragone. Puis, en 1942, il est recruté par l'UE Lleida.
En 1943, il rejoint Vilanova, où il reste jusqu'en 1945. Il joue ensuite avec Santboià (1945-1946), Sant Celoni (1946-1947), Palamós CF (1947-1948), Campdevànol (1948-1949) et enfin l'Olímpic (1949-1950).

## Palmarès
Avec le FC Barcelone :
- Champion de Catalogne en 1938